# Réserve naturelle des Marais-du-Nord
 (octobre 2016).
Améliorez-le ou discutez des points à vérifier. 
La réserve naturelle des Marais-du-Nord, communément nommée Marais-du-Nord, est une réserve naturelle en milieu humide. D’une superficie de 64 ha, elle est située sur une propriété privée sur la rive ouest du Lac Saint-Charles à une vingtaine de kilomètres au nord de Québec. Accessible au public, la réserve est un lieu prisé entre autres par les observateurs et les photographes d'oiseaux.

## Histoire
Au début des années 1990, l’Agiro (Association pour la protection de l'environnement du lac Saint-Charles et des Marais du Nord ou APEL), aujourd'hui connue sous le nom d'Agiro, entreprend des démarches de protection et de conservation des terres humides des Marais du Nord, situées au nord du lac Saint-Charles. Des terrains sont acquis et des ententes de gestion des terrains de la Ville de Québec sont signées. Le premier réseau de sentiers est inauguré en 1995. Il s’étend alors sur 1,2 km.
Dès l’an 2000, l’APEL instaure une tarification pour l’accès au parc. De nouveaux sentiers sont aménagés, dont celui de « l’Éperon », la signalisation est améliorée, et des activités thématiques et des panneaux d’interprétations sont créés. En 2002, une portion du parc, dont les terrains appartiennent à l’APEL, devient l’une des trois premières réserves naturelles en milieu privé au Québec. Les années suivantes donnent lieu à la création des sentiers du secteur de la Roche-Plate, situé à l’est du pavillon d’accueil. De nombreux autres sentiers sont aménagés et restaurés. Au cours de l’été 2005, le parc des marais du Nord célèbre son 10e anniversaire. Un nouveau pavillon d’accueil avec services est alors construit, et un stationnement d’une capacité de 80 espaces est aménagé. À partir de ce moment, le parc est ouvert au public toute l’année.
De 2007 à 2009, des fouilles archéologiques permettent de découvrir des vestiges de campements amérindiens, dont le plus ancien remonte à 4 000 ans. Un sentier est alors aménagé afin de faire découvrir les sites archéologiques aux visiteurs. Ainsi, le réseau de sentiers s’est grandement développé depuis la création du parc. Il totalise maintenant huit kilomètres.
Le site accueille plus de 30 000 personnes chaque année.

## Habitat, faune et flore
« Cette réserve naturelle reconnue protège une mosaïque dynamique de peuplements forestiers : érablières à érable rouge, sapinières, peupleraies et bétulaies à bouleau jaune. Les secteurs en contact avec la baie Charles-Talbot abritent un milieu de transition forêt - milieu aquatique qui sert à l’alimentation de nombreuses espèces animales, notamment aux échassiers et à la sauvagine. Le rat musqué y a également élu domicile. Autre particularité, on y trouve des îlots de végétation, résultat du rehaussement du niveau du lac comme réserve d’eau potable pour la Ville de Québec. La réserve naturelle permet d’assurer le maintien à l’état sauvage d’environ 5 % des rives de ce plan d’eau. »

Il est possible d’observer près de 160 espèces d'oiseaux, dont l'aigle royal, oiseau rare dans la région. Parmi les résidents ailés, on retrouve aussi le balbuzard pêcheur, le grand Héron, le butor d’Amérique, le plongeon huard, le canard branchu, le garrot à œil d’or, le geai bleu, et plusieurs espèces de pics. Le site abrite également 10 espèces de reptiles et d’amphibiens, dont plusieurs grenouilles, ainsi que 33 espèces de mammifères, dont le lièvre d'Amérique, le vison d'Amérique, le rat musqué, la loutre de rivière, le castor du Canada et le cerf de Virginie.
En plus du Lac Saint-Charles, le territoire est drainé par les méandres de la Rivière des Hurons et par la décharge du Lac Delage.

## Le parc
La parc est parcourue par 8 km de sentiers, trottoirs et passerelles, et plusieurs observatoires permettent l'observation de la nature. Le parc permet la location de canots et de rabaskas, et l'utilisation de canots ou kayaks personnels. Le parc comporte également plusieurs activités thématiques : géocache, découvertures ornithologiques, écoute nocturne de la chouette, etc.
Ces activités et aménagements font partie du parc naturel les Marais du Nord, géré par Agiro. Il ne faut pas confondre le parc naturel des Marais du Nord avec la Réserve naturelle des Marais-du-Nord, puisqu'une partie seulement du territoire du parc est reconnue comme réserve naturelle selon la Loi sur la conservation du patrimoine naturel
. 

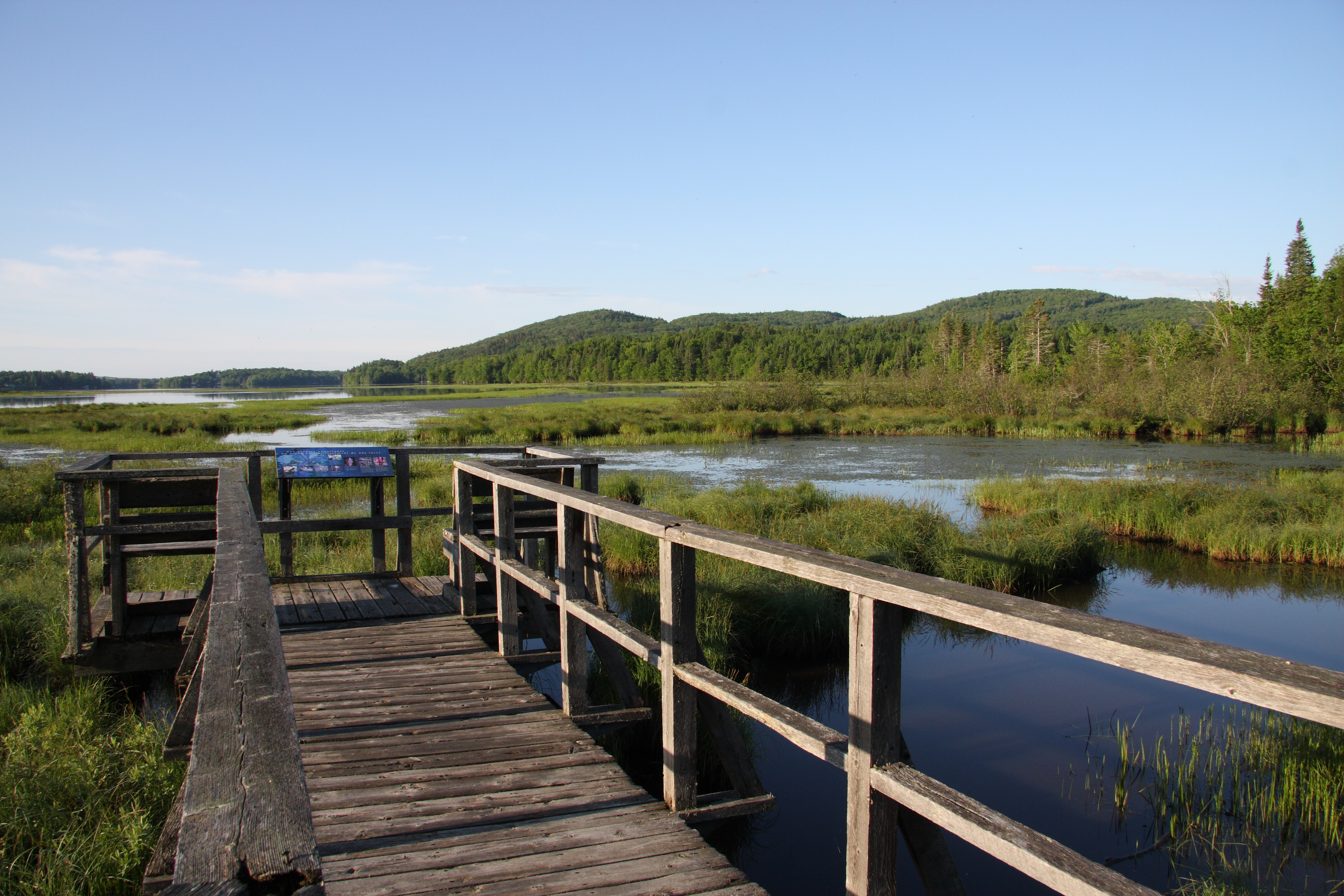
Observatoire.
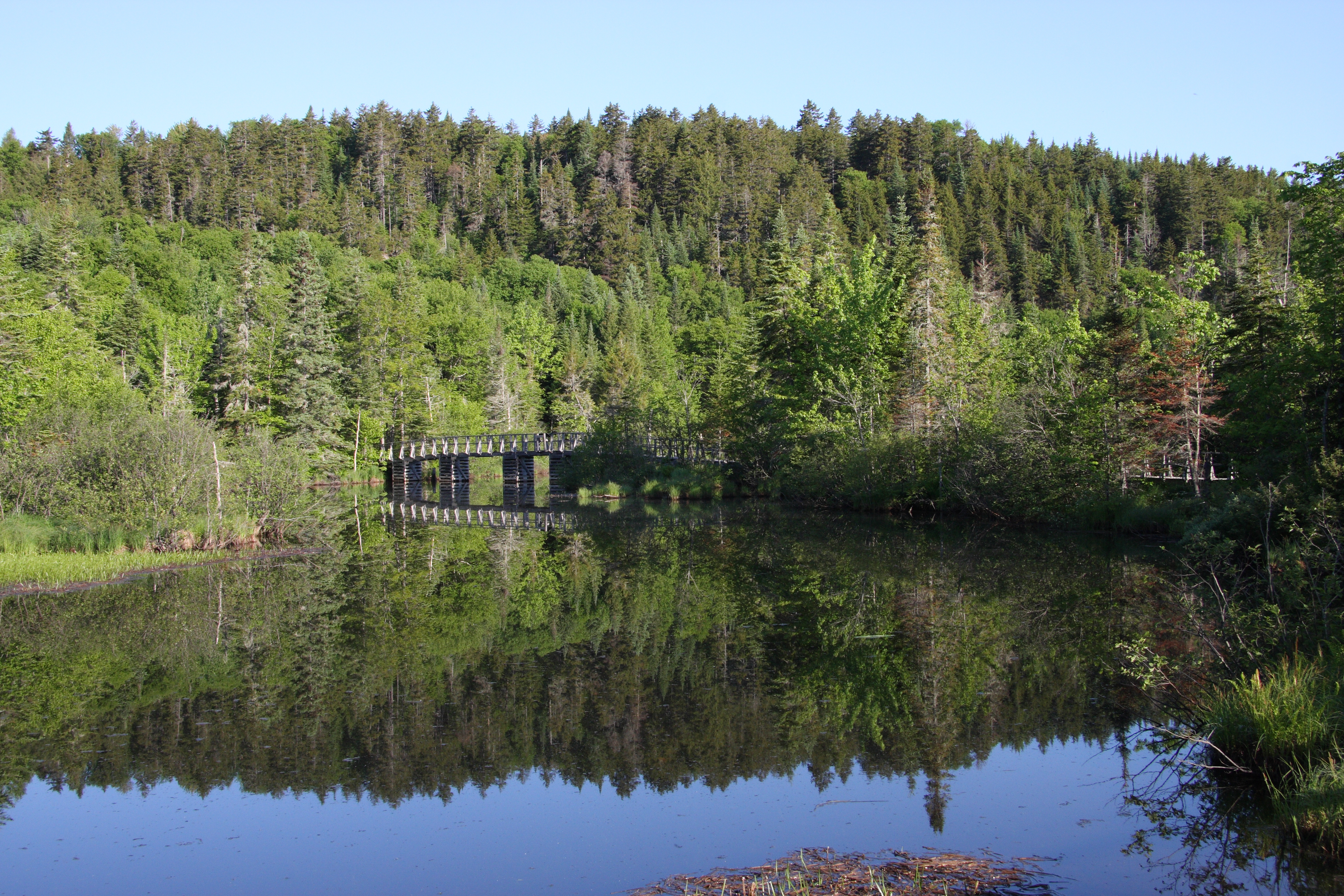
Passerelle de bois.
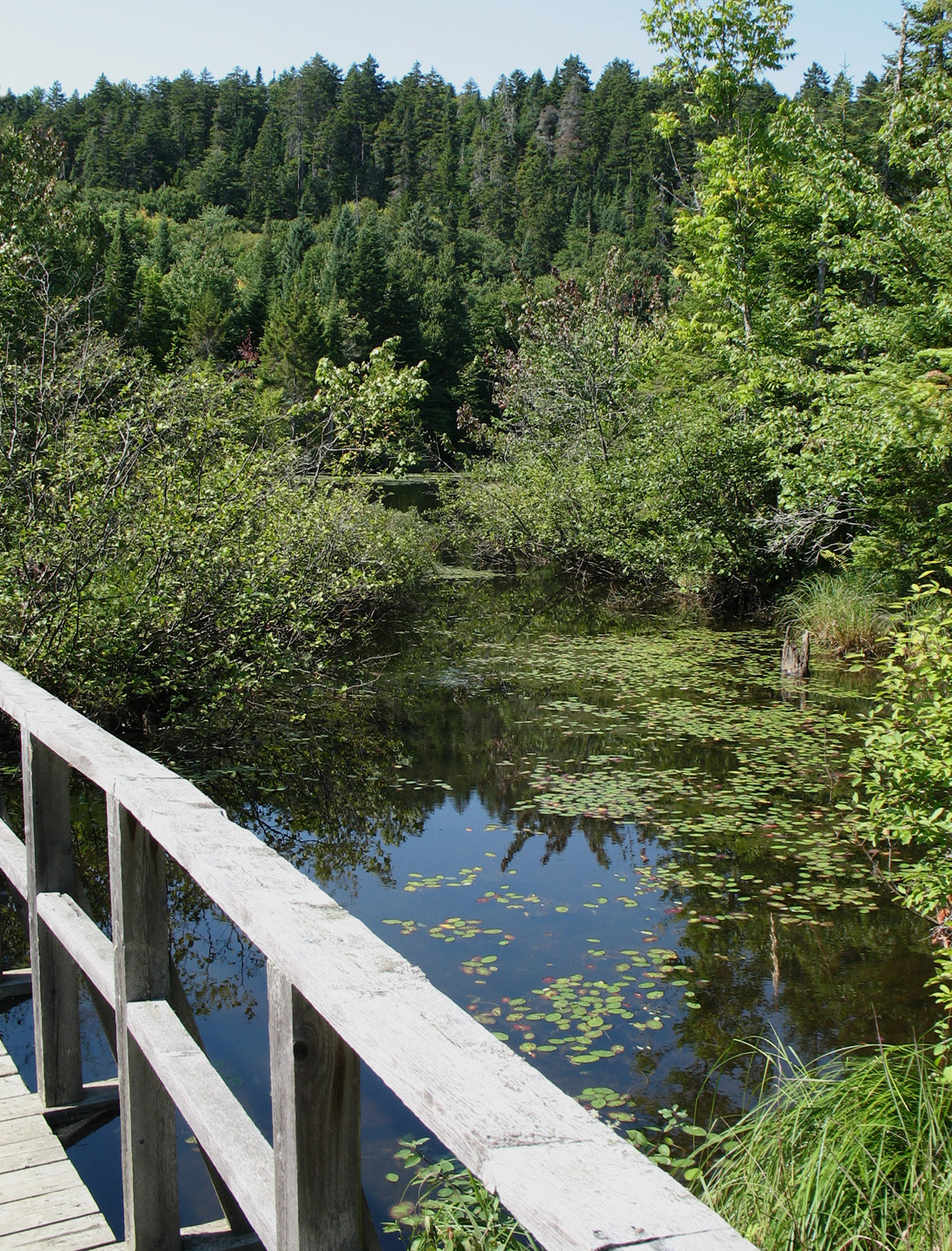
Sentier d'interprétation.